# CA Vélez Sarsfield

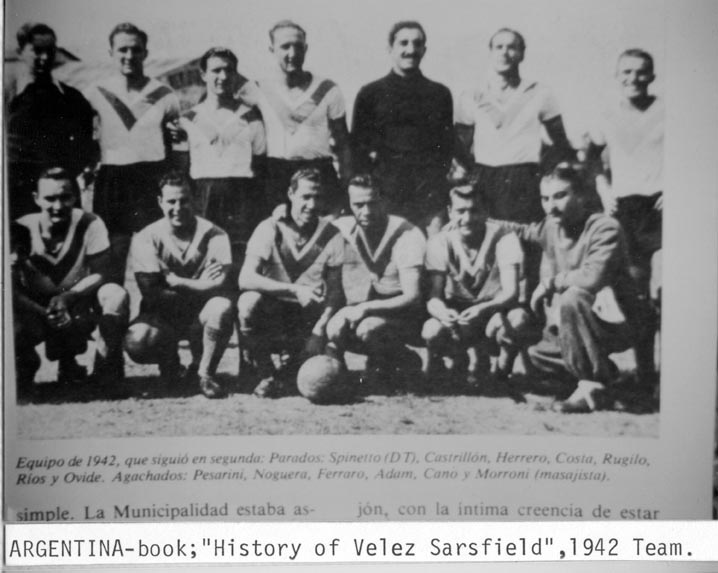
Detta är en bild av 1942 Velez Sarsfield lag som spelade i andra divisionen. Den målvakt är Miguel Rugilo "Lion of Wembley". José M. Noguera spelade även med i laget.

Club Atlético Vélez Sársfield är en sportklubb från Buenos Aires, Argentina. Klubben bildades den 1 januari 1910. Dess fotbollslag tillhör de mest framgångsrika i Argentina med tio segrar i Primera División de Argentina.
Klubben har haft en volleybollsektion sedan 1956. De spelar i Estadio Ana Petracca. Damlaget blev argentinska mästare 2012-2013, första säsongen de spelade i högsta serien. De har därefter haft flera top tre-placeringar, men har inte vunnit någon mer titel. Herrlaget var med och grundade Liga Argentina de Voleibol och spelade i serien dess första elva år. Som bäst har klubben nått semifinal, vilket den gjorde 2004-2005.